# Carnegie (barco)

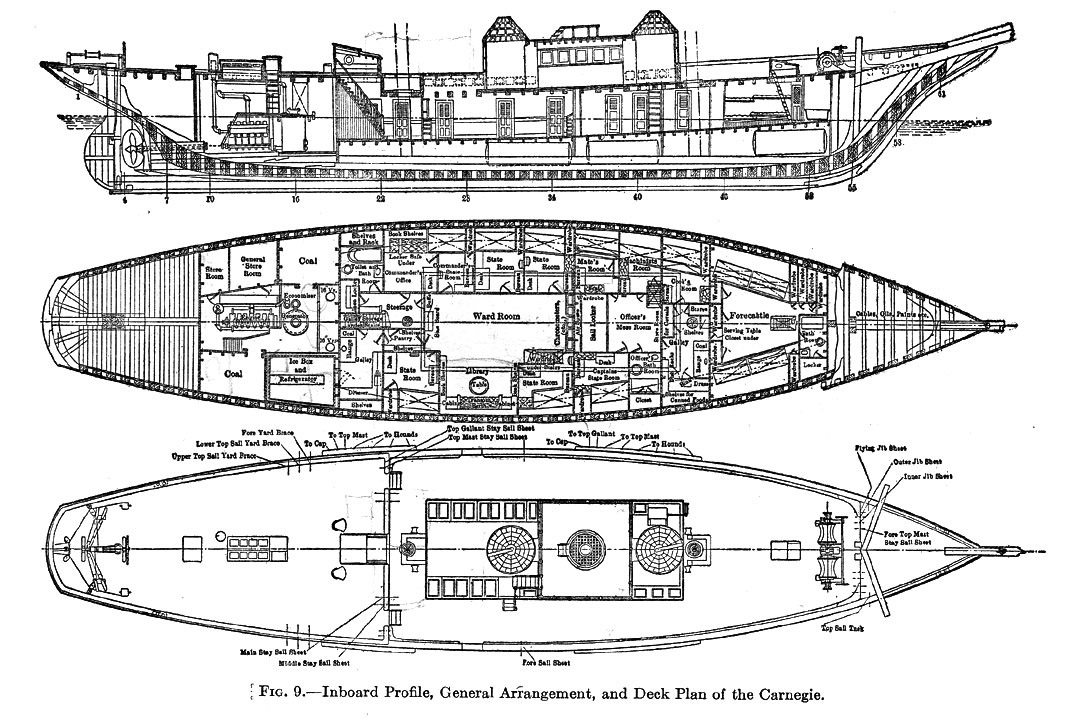
Perfil interior, disposición general y plano de cubierta del Carnegie

Carnegie fue un yate brigantina, equipado como un barco de investigación, construido casi en su totalidad con madera y otros materiales no magnéticos para permitir la toma de mediciones magnéticas sensibles para el Departamento de Magnetismo Terrestre de la Institución Carnegie para la Ciencia. Realizó una serie de cruceros desde su lanzamiento en 1909 hasta su destrucción por una explosión a bordo mientras estaba en puerto en 1929. Cubrió casi  en sus veinte años en el mar.
Las Carnegie Rupes en el planeta Mercurio llevan el nombre de este barco de investigación.

## Construcción
Louis Agricola Bauer, el primer director del Departamento de Magnetismo Terrestre de la Institución Carnegie, quería centrarse en adquirir datos magnéticos oceánicos para mejorar la comprensión del campo magnético de la Tierra.
Después de un experimento en el que la brigantina Galilee se adaptó eliminando la mayor cantidad de material magnético posible, quedó claro que se necesitaba un barco completamente no magnético. Después de convencer a la junta de la institución, Bauer se puso en marcha para construir un barco de estas características. Carnegie fue diseñado por el arquitecto naval Henry J. Gielow y construido en el astillero Tebo Yacht Yard en Brooklyn, Nueva York. El diseño de Gielow minimizó la cantidad de materiales magnéticos utilizados en su construcción y accesorios. Se utilizaron pernos de trunnels de locust para unir las maderas con la ayuda de algunos pernos de bronce o cobre. Carnegie era principalmente un barco de vela, pero su motor auxiliar único y no ferroso era capaz de propulsar el barco en condiciones de tiempo tranquilo a una velocidad de 6 nudos. La construcción utilizó roble blanco, pino amarillo y pino de Oregón con metal de composición de cobre o bronce para todos los sujetadores en el casco o aparejo. Las anclas estaban hechas de bronce y se sujetaban a cables de cáñamo de . Se requirió un motor de reserva para aumentar la maniobrabilidad y permitir el paso a través de las calmas ecuatoriales, por lo que Carnegie estaba equipado con un motor de gas productor, compuesto principalmente de cobre y bronce, que utilizaba carbón como combustible. Costó $115,000 (unos 10 millones de dólares hoy en día) construirlo.
Carnegie medía 155,5 pies (47,4 m) de largo con una manga de 33 pies (10,1 m). Estaba aparejado como una brigantina, con velas cuadradas en el palo mayor, lo que le daba una superficie de vela total de . La característica más distintiva era la cubierta de observación, con sus dos cúpulas de observación hechas de vidrio en marcos de bronce. Esto permitía realizar observaciones en todas las condiciones climáticas.

## Cruceros
Entre 1909 y 1921, Carnegie realizó 6 cruceros, incluido uno en el que logró la circunnavegación más rápida de la Antártida por un barco de vela, en 118 días, un viaje de prueba en el que se avistaron treinta icebergs en un solo día. William John Peters fue el capitán de los cruceros I y II, James P. Ault fue el capitán de los cruceros III, IV y VI, y Harry Marcus Weston Edmonds fue el capitán del crucero V. Durante los 6 cruceros, el Carnegie navegó más de 250,000 millas náuticas y recorrió todos los océanos entre las latitudes 80º N. y 60° S. Desde 1921 hasta 1927, Carnegie estuvo en dique seco para una extensa renovación, que incluyó nuevas maderas de cubierta y un casco de cobre más grueso. El antiguo motor de gas productor fue reemplazado por uno que funcionaba con gasolina. En 1928, bajo el mando del capitán James P. Ault, Carnegie se embarcó en el séptimo crucero, que estaba previsto que durara tres años. Las mediciones realizadas durante este viaje descubrieron la Cordillera Carnegie frente a Ecuador.

## Destrucción
Después de completar  del viaje planificado, Carnegie llegó al puerto de Apia, Samoa en busca de suministros el 28 de noviembre de 1929. Mientras se repostaba con gasolina, hubo una explosión que hirió de gravedad al capitán Ault y mató al mozo de camarote. Carnegie se incendió y quedó reducido a la línea de flotación en cuestión de horas.

## Legado científico
Carnegie transportaba una amplia gama de instrumentos oceanográficos, atmosféricos y geomagnéticos, y muchos científicos estuvieron relacionados con sus hallazgos y análisis, en particular Harald S
verdrup, Roger Revelle y Scott Forbush (quien escapó del incendio que destruyó el barco en 1929).

### Geomagnetismo
Para 1930, el Departamento de Magnetismo Terrestre tenía suficientes datos para producir una vista mucho mejor del campo magnético de la Tierra de lo que estaba disponible previamente. La pérdida de Carnegie dejó un vacío en la capacidad de recopilar datos magnéticos oceánicos. Para 1951, los mapas magnéticos mundiales estaban gravemente defectuosos. Como resultado, la Oficina Hidrográfica de la Marina de los EE. UU. inició el Proyecto Magnet, un programa aéreo para recopilar datos magnéticos en todo el mundo. La introducción del magnetómetro de precesión de protones permitió la recopilación rutinaria de datos magnéticos desde barcos de casco de acero para 1957, lo que hizo innecesarias las medidas extremas utilizadas para Carnegie.

### Electricidad atmosférica
Las mediciones eléctricas atmosféricas realizadas a bordo de Carnegie tienen una importancia duradera y fundamental en la comprensión del equilibrio del flujo de corriente eléctrica en la atmósfera, el sistema conocido como el circuito eléctrico atmosférico global. Lo más significativo es que los resultados mostraron que el campo eléctrico atmosférico, una cantidad siempre presente lejos de las tormentas eléctricas, muestra una variación diaria característica que es independiente de la posición del barco. Esto se conoce como la curva Carnegie.